# Robert Hardy (aktor)
Timothy Sydney Robert Hardy (ur. 29 października 1925 w Cheltenham, zm. 3 sierpnia 2017 w Londynie) – brytyjski aktor teatralny, filmowy i telewizyjny, znany między innymi z roli Korneliusza Knota w filmach o Harrym Potterze.

## Życiorys
Urodzony 29 października 1925 roku. Studiował na Oxford University. Pod koniec lat czterdziestych dołączył do Shakespeare Memorial Theatre at Stratford-upon-Avon, a w połowie lat pięćdziesiątych zaczął występować w filmach i serialach. Łącznie zagrał w 140 produkcjach. Kilkakrotnie grał Winstona Churchilla, znany był także z roli Siegfrida Farnona w serialu Wszystkie stworzenia duże i małe i z roli Ministra Magii Korneliusza Knota w serii filmów o Harrym Potterze. W 1981 roku został odznaczony Orderem Imperium Brytyjskiego III klasy (CBE). Zmarł 3 sierpnia 2017 roku w Denville Hall w wieku 91 lat.
Miał 175 cm wzrostu.

## Wybrana filmografia
- 1958: Torpeda poszła! (Torpedo Run)
- 1965: Szpieg, który przyszedł z zimnej strefy
- 1967: Berserk
- 1967: How I Won the War
- 1968: Święty (The Saint)
- 1969: Manhunt
- 1971: Psychomania
- 1971: Królowa Elżbieta (Elizabeth R)
- 1971: 10 Rillington Place
- 1972: Młody Winston
- 1972: Demons of the Mind
- 1973: Gawain and the Green Knight
- 1974: The Gathering Storm
- 1975: Edward the Seventh
- 1976: The Duchess of Duke Street
- 1978–1980, 1988–1990: Wszystkie stworzenia duże i małe
- 1983: Little Dorrit
- 1984: The Zany Adventures of Robin Hood
- 1985: The Shooting Party
- 1985: Jenny’s War
- 1986: Northanger Abbey
- 1988: Paris by Night
- 1988: Wojna i pamięć
- 1994: Frankenstein
- 1994: Middlemarch
- 1995: Rozważna i romantyczna (Sense and Sensibility)
- 1996: Gulliver’s Travels
- 1997: Mrs Dalloway
- 1998: The Tichborne Claimant
- 1998: An Ideal Husband
- 1999: Morderstwa w Midsomer (Midsomer Murders)
- 2000: Dziesiąte królestwo (The 10th Kingdom)
- 2002: Zgromadzenie (The Gathering)
- 2002: Thunderpants
- 2002: Harry Potter i Komnata Tajemnic jako Korneliusz Knot (Harry Potter and the Chamber of Secrets)
- 2004: Harry Potter i więzień Azkabanu jako Korneliusz Knot (Harry Potter and the Prisoner of Azkaban)
- 2004: Making Waves
- 2005: Harry Potter i Czara Ognia jako Korneliusz Knot (Harry Potter and the Goblet of Fire)
- 2005: Lassie
- 2007: Harry Potter i Zakon Feniksa jako Korneliusz Knot (Harry Potter and the Order of the Phoenix)
- 2009: Margaret